# Priscilla Frederick
Priscilla Frederick, född 14 februari 1989, är en antiguansk och barbudansk friidrottare. Hon deltog vid olympiska sommarspelen 2016.